# (31377) Kleinwort
(31377) Kleinwort est un astéroïde de la ceinture principale.

## Description
(31377) Kleinwort est un astéroïde de la ceinture principale. Il fut découvert le 14 décembre 1998 à Socorro (Nouveau-Mexique) par le projet LINEAR. Il présente une orbite caractérisée par un demi-grand axe de 2,30 UA, une excentricité de 0,14 et une inclinaison de 5,5° par rapport à l'écliptique.

## Compléments